# Type 94 TK
Il Type 94 TK è stato un tankette concepito in Giappone durante gli anni trenta per assolvere compiti di collegamento e rifornimento; fu utilizzato anche come veicolo da ricognizione e, talvolta, persino nel ruolo di carro armato. Quest'ultimo metodo operativo si rivelò comunque velleitario per il piccolo veicolo, sommariamente armato e dotato di corazzature perforabili anche da armi leggere.

## Storia
Alla fine della prima guerra mondiale molte nazioni europee iniziarono a meccanizzare le proprie cavallerie introducendo l'uso di autoblindo ruotate, e ben presto anche l'impero giapponese seguì questa soluzione. Il tipo di veicolo si dimostrò però inadatto al principale teatro d'operazione dell'esercito nipponico (la Cina nordorientale), povero di strade e dal terreno sconnesso: perciò durante gli anni venti la scuola di cavalleria nella prefettura di Chiba testò numerosi mezzi leggeri importati per ricavare un'autoblindo di concepimento nazionale. Dal 1929 gli studi si concentrarono sul britannico Carden-Loyd Mk VI tankette, del quale 6 esemplari furono importati nel 1930; il prototipo fu pronto nel 1932 e divenne il Type 92 Jyū-Sokosha, in organico alla cavalleria.

### Sviluppo
La fanteria richiese anch'essa un veicolo simile che ricoprisse funzioni di collegamento e supporto logistico alle guarnigioni in Cina. Presso la scuola dell'arma ripresero dunque i collaudi sul lotto di Carden-Loyd: il tankette inglese raggiungeva una velocità di 50 km/h su strada e presentava protezioni da 6 mm, ma su terreni sconnessi le sue prestazioni cadevano verticalmente. Dopo aver analizzato il Carden-Loyd, fu stabilito che i veicoli nazionali della stessa categoria dovevano pesare tra le 2 e le 3 tonnellate, portare una mitragliatrice leggera con ampio settore di tiro e avere una corazzatura sufficiente a fermare proiettili di piccolo calibro; la trazione doveva essere cingolata, per ovviare alla povertà di strade in Cina e alla difficile conformazione del territorio. Il prototipo fu costruito nel 1933 dalla Hino Motors con la definizione Tokushu Keninsha (abbreviato in TK), stante per "trattore speciale", perché poteva essergli vincolato sul retro un rimorchio; dopo altre prove in Giappone e Manciuria, nel 1935 il nuovo mezzo entrò ufficialmente in servizio.

### Produzione
La fabbricazione ebbe inizio nel tardo 1934, e dopo un anno circa 300 mezzi erano stati consegnati; il 1936 vide 246 esemplari completati e altri 200 circa furono assemblati nel 1937: in totale furono prodotti 823 esemplari, un numero elevato per un veicolo blindato nipponico e anche un dato che ne fa uno dei mezzi corazzati giapponesi più prodotti tra i primi anni trenta e la fine del 1937. Ogni tankette costava 50.000 yen dell'epoca.

### Impiego operativo
Il Type 94 entrò in servizio nel 1935 in Manciuria, organizzato in compagnie da 6 unità ciascuna che venivano assegnate alle divisioni di fanteria; durante la seconda guerra sino-giapponese combatterono a fianco della fanteria per sostenerne le azioni, ma divenne evidente che il Type 94 era decisamente inadeguato come carro armato, perché la sua corazza poteva essere trapassata anche da fucili o mitragliatrici, dei quali l'esercito nazionalista di Chiang Kai-shek disponeva al contrario delle armi anticarro: proprio la deficienza in simili equipaggiamenti fece sì che continuasse a essere adoperato anche in prima linea.
Un'operazione di una certa importanza cui il Type 94 partecipò avvenne nel settembre 1937: 41 mezzi inquadrati assieme a carri Type 89 Yi-Go nei Battaglioni carri 1º e 2º attaccarono truppe cinesi calando da Pechino. In questa occasione tutti i corazzati operarono a supporto della fanteria mentre avanzavano verso sud-ovest. Altri 12 tankette furono assegnati alla 1ª Brigata mista indipendente durante i combattimenti nella provincia di Quhar, dove ancora una volta i Type 94 sostennero le azioni delle truppe; altri 15 parteciparono alla rottura dell'assedio che circa 50.000 soldati nazionalisti avevano posto a Shanghai. In seguito, nel maggio del 1938, i giapponesi decisero di attaccare Hsuchou e inviarono tre battaglioni corazzati: il 1º del colonnello Iwanaka comprendeva 8 mezzi, il 5º del parigrado Hosomi altri 15; il loro supporto permise di vincere la battaglia ma le forze cinesi riuscirono a sganciarsi. Nel marzo del 1939 i giapponesi eseguirono un'inusuale concentramento di cingolati, tra i quali 59 Type 94, che lanciarono nelle retrovie avversarie conquistando con perdite contenute Nanchang. Le cose si svolsero molto diversamente per i piccoli corazzati quando durante l'estate si scontrarono contro i sovietici presso Nomonhan: i 20 Type 94 presenti (suddivisi tra i Reggimenti carri 3º e 4º) si ridussero a bersagli per i cannoni russi, non potendo controbattere con la modesta mitragliatrice di cui disponevano; comunque i giapponesi lo ritirarono presto dalla prima linea.
Sebbene la produzione fosse stata indirizzata tutta sul continente, con lo scoppio della guerra nel Pacifico numerosi Type 94 furono comunque assegnati alle truppe che conquistarono il Sud-est asiatico e ai reparti delle Forze speciali da sbarco della marina imperiale: dotati di piccoli rimorchi, ricoprirono quasi sempre compiti di rifornimento o collegamento.

## Caratteristiche

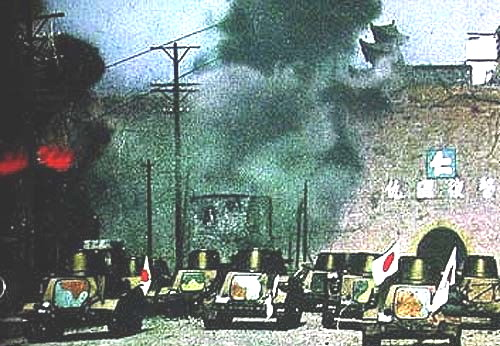
Un gruppo di Type 94, ripreso in una rara immagine a colori, attacca il cancello Chonghua di Nanchino durante la seconda guerra sino-giapponese

Lo scafo presentava corazzature spesse al massimo 12 mm nella sezione frontale ed era internamente rivestito di amianto per proteggere dal calore l'equipaggio di 2 uomini. Il guidatore sedeva davanti a destra e poteva disporre di un portello superiore, una feritoia e un visore ribaltabile; al suo fianco era posizionato il motore, un Mitsubishi a 4 cilindri erogante 35 hp. Il comandante era alloggiato dietro in una piccola torretta, equipaggiata con una mitragliatrice leggera Type 91 da 6,5 mm per la quale erano trasportabili circa 2.000 cartucce; essendo dal peso assai contenuto e mancando di qualsiasi sistema meccanico di brandeggio, era ruotata manualmente ma impediva al pilota di aprire il suo portello se girata in avanti. Il treno di rotolamento presentava la ruota motrice anteriore e quella di rinvio posteriore; entrambe erano doppie a causa dei cingoli a guida centrale dentata. Le 4 doppie ruote portanti erano accoppiate mediante due carrelli, a loro volta assicurati a bracci oscillanti longitudinali che condividevano una grossa molla elicoidale montata parallela al terreno, protetta da una sottile incamiciatura d'acciaio: in questo modo i movimenti verticali dovuti alla marcia si tramutavano in orizzontali ed erano assorbiti dalla molla. I rulli superiori erano 2 e doppi.
Durante il 1936 la meccanica fu comunque rivista perché spesso dava al mezzo un movimento simile al beccheggio delle navi, a causa della ridotta base d'appoggio, e i cingoli tendevano a uscire dal posto a velocità sostenute. Per risolvere il problema, la ruota di rinvio posteriore fu ingrandita e abbassata fino a toccare il terreno, oltre a essere fornita di proprie molle a spirale: ciò aumentò di 78 centimetri la parte di cingolo a contatto con il terreno, diminuendo la già bassa pressione al suolo del veicolo; ciononostante persistette il problema dello scingolamento. Altra conseguenza fu la possibilità di montare un cannone da 37 mm, cosa che avvenne per alcuni modelli; al contempo la mitragliatrice Type 91 venne rimpiazzata dalla più efficace Type 92 da 7,7 mm.

## Varianti
Intensamente utilizzato, il Type 94 fu la base per lo sviluppo, in quegli stessi anni, del Type 97 Te-Ke: fu aggiunto un motore diesel e l'armamento fu portato a un cannone da 37 mm. Il tankette funse anche da vettore per il trasporto di un rimorchio atto alla guerra chimica, e ne fu elaborata la controparte per la decontaminazione di aree colpite da attacchi portati con gas venefici. Nei tardi anni trenta venne inoltre creata una variante posa-cavi per telegrafo denominata Type 97.